# Łoza (sieło w Udmurcji)
Łoza (ros. Лоза) – wieś (sieło) w Rosji, w Udmurcji, w rejonie igrińskim. W 2010 liczyła 588 mieszkańców.